# Estuari del Taz
L'estuari del Taz (en rus: Тазовская губа, tazovskaia guba) és una llarga badia formada per la desembocadura del riu Taz al golf de l'Obi, que connecta amb el mar de Kara, entre les penínsules de Guida i Taz. La seva longitud és d'uns 330 km, amb una ampada mitjana de 25 km i d'uns 45 km en el seu punt més ample. Constitueix un dels estuaris més grans del món. A part del riu Taz, hi desemboca també el riu Pur. Les ribes de l'esturari són baixes i les marees, semidiürnes, de fins a 0,7 m.
L'estuari s'inicia a la desembocadura del riu Taz i Pur, a una latitud de 67° 30' N, i s'estén fins al paral·lel 69° nord abans d'unirse el golf de l'Obi.
L'estuari del Taz és d'aigua dolça i de poca profunditat, que pot arribar fins a 9 m.; el sòl és llimós, de vegades sorrenc. La riba esquerra de l'estuari és elevada, mentre que la riba dreta és baixa, i ambdós ribes estan cobertes de salze, pissarra de bedoll i molsa. En alguns llocs s'hi poden veure túmuls i turons baixos d'argila o sorrencs. A l'estuari hi ha moltes illes baixes, grans i petites, d'argila sorrenca, cobertes en part de molsa, herba i salze. Algunes d'elles tenen llacs. Aquestes illes serveixen de refugi per a les aus aquàtiques. De les illes, les més rellevants són l'illa de Iagodni i l'illa de Evnarman-sale. L'estuari també té molts bancs i bancs submarins.
L'empresa russa Gazprom, en la seva estratègia d'extensió de l'extracció de gas, ha invertit enormement a la zona de l'estuari, el qual es calcula que posseeix grans reserves de gas.
Al segle xix, el biòleg i explorador rus Alexander Middenforff va descobrir un mamut congelat a prop de l'estuari. El cos de l'animal fou transportat a Sant Petersburg el 1866.